# فيبي شرقية
الفِيبِيّ الشَّرقيّة هي طائرٌ صغير الحجم تنتمي لرُتبة العصفوريَّات، أي الجواثم، وفصيلة خطَّافات الذباب الطَّواغيت. تُفرِخُ في شرقيّ أمريكا الشماليَّة، ولا يشتملُ موطنها على القسم الساحليّ الجنوبيّ الشرقيّ من الولايات المتحدة.
الفِيبِيّ الشَّرقيّة طائر سُمِّي باسمه مُحاكاة لنَشيده «فِي-بي» المُمتع بخشونته والذي يُطلقه بِلا انقطاع أثناء موسم التفريخ. وهو منظر مألوف على جوانب الطرق الشجراء وفي المزارع في مُعظم أنحاء أمريكا الشماليَّة. يصطاد بالأسلوب النَّمطيّ لخطَّاف الذباب، يقوم بِهجماته لمُلاحقة الحشرات من مَجثم مكشوف، ويَهز ذيله من جانبٍ إلى آخر بطريقة مُميَّزة أثناء الحط. عِندما يقوم باستكشافه باحثًا عن الذباب فوق سطح بركةٍ ساكنة، قد يحوم فترة قصيرة أو يُرفرف أثناء المُطاردة كالفراشة، وتُسمَع طقطقة مِنقاره وهو يلتقف وجبته.
مُعششٌ نهَّاز للفرص، إذ هو غالبًا ما يستخدمُ الأبنية من صُنع الإنسان كَمواقع للتفريخ مُؤثرًا الأمكنة المحمية من عوامل الجو من أمثلة الرَّوافد الخشبيَّة في المباني الإضافيَّة للمزارع، والأروقة، ودِعامات الجسور. من الجدير بالذكر أنَّ هذه الطيور استحالت أوَّل نوعٍ يتم تعليم أفراد منه من قبل العلماء بغرض التعرف عليها في البريَّة، ففي عام 1804 قام العالم الأمريكي جون جيمس أودوبون بتعليق خيط فضي في ساق أحد الطيور ليتتبعه بعد عودته إلى الولايات المتحدة خلال السنوات اللاحقة.

## الوصف

### القدّ والشكل

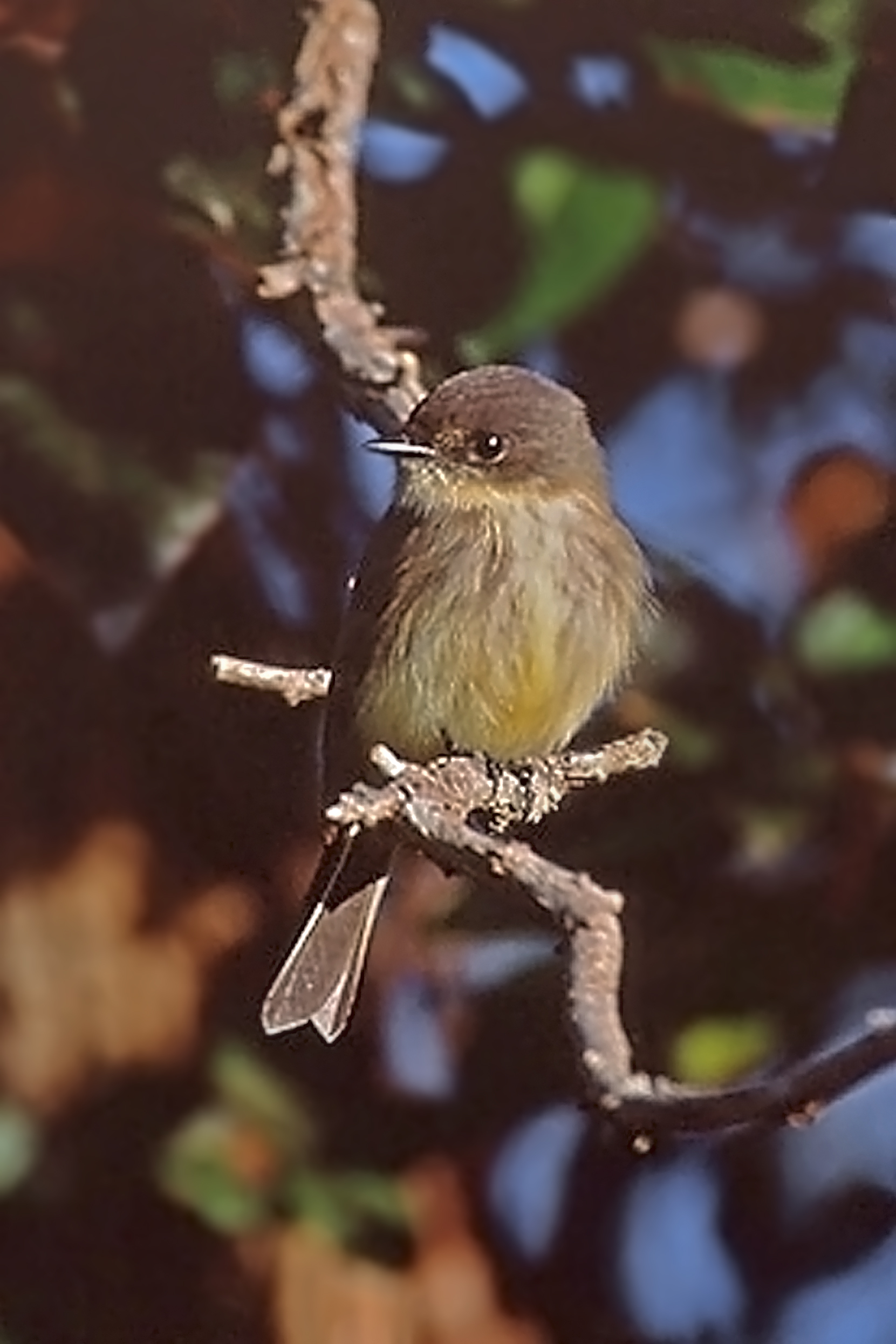
فيبي شرقيَّة أثناء موسم الهجرة الخريفيَّة.

تبدو هذه الطيور ضخمة الرأس بشكلٍ واضح، وبالأخص عندما تنفش عرفها الصغير، أمَّا في الحالة الطبيعيَّة فهو يظهر مُسطَّح بالنسبة للناظر من فوق. يصلُ طولها إلى 18 سنتيمترًا، وذيلها متوسط مُقارنةً بأنواعٍ أخرى. تتمتع هذه الطيور بمنقارٍ قصير ورفيع كباقي خطَّافات الذُباب، تستخدمه في التقاط الحشرات.

### الكِسوة
القِسم العلويّ من جسد هذه الطيور رمادي ضارب إلى البُنيّ، أمَّا السفلي فيُمكن تقسيمه إلى عدَّة بضعة أقسام: الحلق الأبيض، والصدر الرمادي المُتسخ، والبطن المُصفرّ الذي يستحيل أكثر ابيضاضًا خلال موسم التناسل. يظهرُ خطَّان مُصفرَّان باهتان على كل جناح، وأكثرُ ما يُميّزُ هذه الطيور عن غيرها من خطَّافات الذباب الطَّواغيت الأمريكيَّة الشماليَّة هو افتقادها لحلقةٍ حول كُلَّ عين، ولتقليماتٍ على أجنحتها، وامتلاكها منقارٌ داكن كليًا.

### الصوت
تغريد الذكور خشنٌ، وأغنيتها مكوَّنة من مقطعين، يبدو المقطع الأول للسامع وكأنَّه «في» والآخر «بي»، ومن هُنا حصلت الطيور على إسمها. يدوم التغريد حوالي نصف ثانيةٍ فقط، وقد تؤدي عدَّة أنماطٍ منها بتلعثم أو تمتمة بين المقطع والآخر. تُسمعُ هذه الأنماط غالبًا خلال المواجهات الحادَّة بين الذكور.
يلجأُ كِلا الجنسين إلى سقسقةٍ ناعمة للتواصل مع بعضهما ومع باقي أفراد النوع. كذلك تُقدمُ الذكور المُرفرفة فوق موقع تعشيشٍ مُحتمل على إصدار صوتٍ شخيريّ زقزاقيّ من أنفها لإرشاد الأنثى إلى الموقع. من الأصوات الأخرى المعروفة عند الفِيبِيّ الشرقيَّة الطقطقة التي تُصدرها بمنقارها لدرء خطر مُحتمل أو طائر من بني جنسها دخيل على حوزها.

### أنواعٌ مُشابهة
تتشابه هذه الطيور مع نوعٍ آخر بطريقةٍ ملحوظة، من ناحية الصوت والهيئة الخارجيَّة وهذا النوع هو پيوي الغِياض الشرقيَّة (Contopus virens). تفتقدُ الأخيرة المسحات المُصفرَّة الموجودة عادةً على الأقسام الأكثر بُهتانًا من جسد الفيبي الشرقيَّة، وبالتالي فإنَّ الخطوط الداكنة على جناحيها تظهر بارزةً للعيان على الدوام. تتميّزُ الپيوي أيضًا بعدم رفعها لذيلها بصورةٍ مُستمرَّة كما الفيبي، وتظهر في أراضي التفريخ خلال وقتٍ لاحق على ظهور الفيبي، على الرغم من أنَّها تُغادرها مواطن إشتائها في ذات الوقت.

## الانتشار

### الموطن
تنتشرُ هذه الطيور عبر القسم الشرقي من أمريكا الشماليَّة، وهي من القواطع، أي طيورٌ مُهاجرة، تشتو في أقصى جنوب الولايات المتحدة وفي أمريكا الوسطى، وفي بعض الأحيان النادرة يُعثرُ على أفرادٍ مُنهكة منها في بعض دول أوروبا الغربيَّة المُطلَّة على المحيط الأطلسي، بعد أن تكون قد شردت عن سربها أو حملتها عاصفةٌ معينة إلى هُناك. الفيبيَّات الشرقيَّة إحدى أوَّل أنواع الطيور التي تعود إلى أراضي تفريخها في الربيع، ومن بين آخر الأنواع المُغادرة في الخريف. تبدأ بالوصول خلال الأيام الأخيرة من أواسط شهر مارس، وتعود إلى أراضي إشتائها في ذات الوقت الذي تعود فيه باقي الأنواع المُهاجرة، أي خلال شهر سبتمبر وحتى أوائل أكتوبر؛ استمرَّ توقيتُ الهِجرةِ هذا على حاله طيلة السنوات المائة المُنصرمة، ولمَّا يتغيَّر بعد.

### الموائل الطبيعيَّة
تسكنُ الفيبي الشرقيَّة الأحراج المكشوفة، والمزارع، وضواحي المدن، قُرب مصدرٍ للماء في العادة. وهي تستغلُّ أي موقع تعشيش مُحتمل سواء أكان اصطناعيًا أو طبيعيًا، كحواف الأبنية والجسور، والصخور الناتئة. تنتشرُ هذه الطيور في الغابات النفضيَّة خلال الشتاء، وبالأخص على أطرافها وقارعاتها، عوض الأقسام كثيفة الأشجار منها.

## الإيكولوجيَّة

### الغذاء

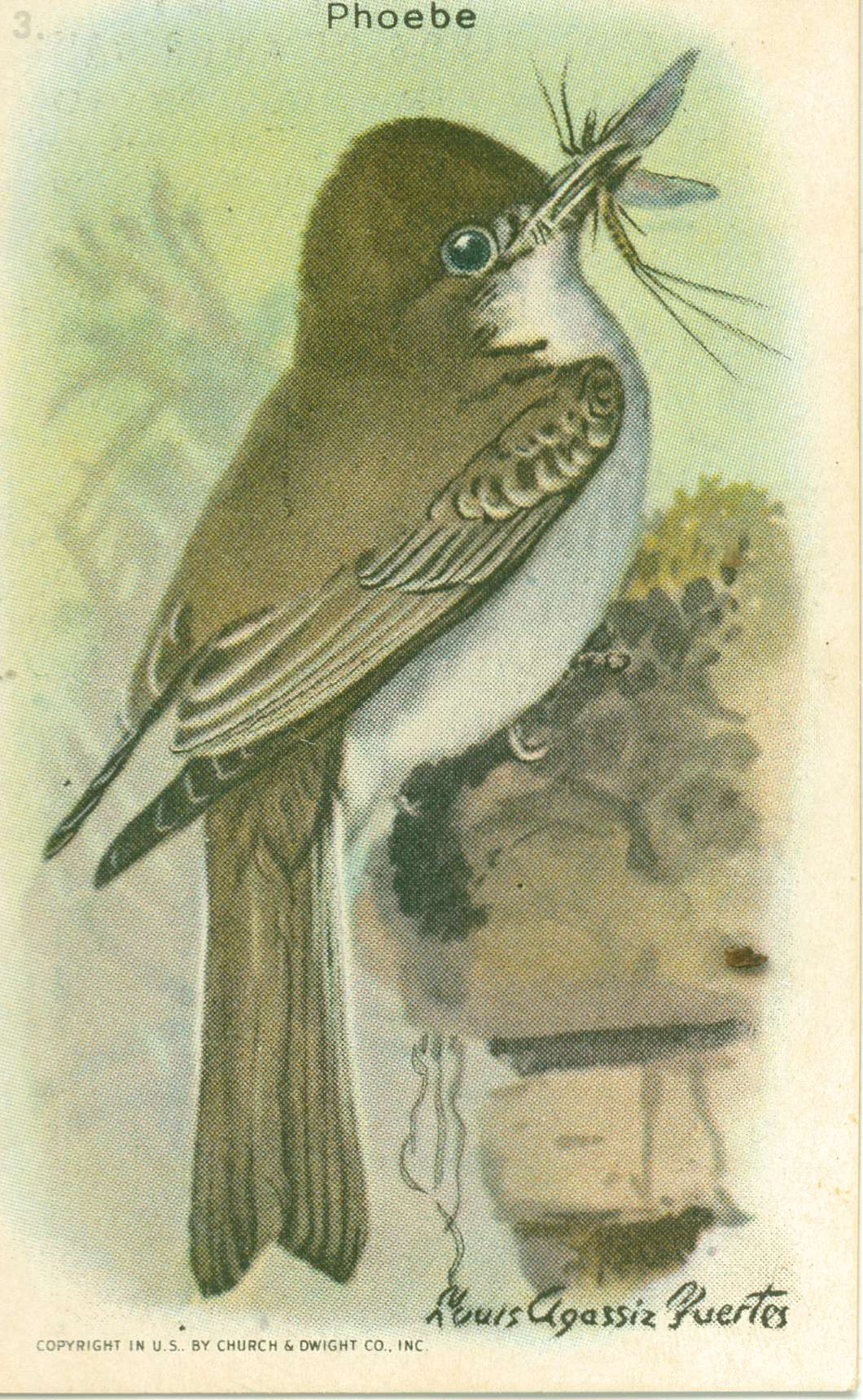
رسم لفيبي شرقيَّة تحملُ حشرة في منقارها.

الفيبي الشرقيَّة من الطيور الحاشرة (آكلة الحشرات)، يُمكن مُلاحظتها وهي جاثمةٌ على إحدى الأغصان تبحث عن طعامها. من أبرز طرائدها: الزنابير، والخنافس، واليعاسيب، والفراشات، والعث، والبراغيث، والبعوض، والزيزان؛ كما يُحتمل أن تأكل العناكب، والقرادات، والديدان الألفيَّة. وفي المناطق الأقل حرًا يُمكنُ أن تقتات على العوزات والفاكهة.

### التفريخ

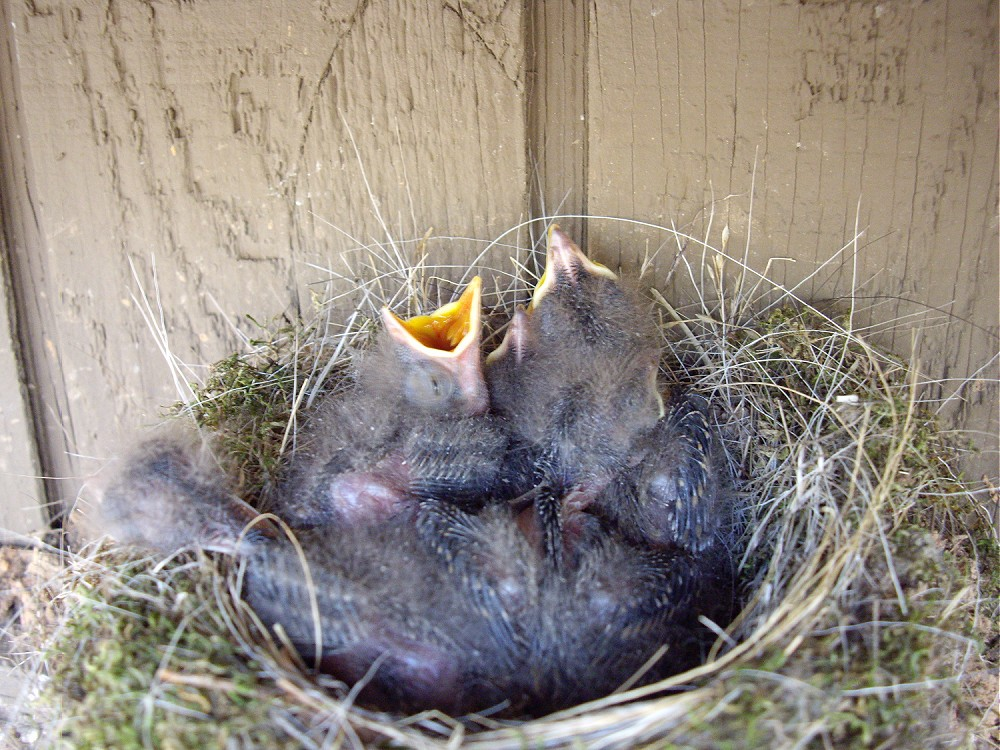
عش فيبي شرقيَّة فيه بعض الفراخ تتوسّلُ طعامًا.

تبدأ بعض الأفراد من هذه الطيور البحث عن مواقعٍ ملائمة للتعشيش منذ بداية شهر أبريل. تتولَّى الأنثى وحدها مُهمَّة بناء العش، ويُرافقها الذكر في رحلات تجميع مواد البناء المؤلَّفة من: الطين، والطحالب، وأوراق الأشجار الممزوجة مع سوق الأعشاب وشعر الحيوانات. يُمكن أن يُشيَّد العش في موقعٍ حصين ثابت، أو أن يُلصق بجدارٍ عموديّ عبر تشييده على قسمٍ شاذ من الجدار. تضطر الأنثى في كثيرٍ من الأحيان إلى أن تُرفرف في موقعها ريثما تضع قاعدة العش الطينيَّة.
يستمر بناء العش ما بين 5 و14 يومًا، ويبلغ عرضه 5 إنشات عند الانتهاء، ويصل عمقه إلى إنشين، ويتخذ شكلاً كأسيًا. تستخدمُ بعض الأزواج نفس العُش سنةً بعد أخرى، على العكس من كثيرٍ من أنواع الطيور الصغيرة، كما يُمكن لسنونوَّات الحظائر أن تستخدم هذه الأعشاش بعض الأحيان. يتراوح عدد البيوض في الحضنة بين 3 و8 بيضات.
يتولَّى كِلا الوالدين مُهمَّة إطعام الصغار، وغالبًا ما يُنتجا فقستين في السنة. كثيرًا ما تتعرَّضُ أعشاش الفيبي الشرقيَّة إلى التطفل من قبل شحارير البقر بُنيَّة الرأس (Molothrus ater).

### الانحفاظ
هذه الطيور واسعة الانتشار وأعدادها ثابتة، بل أنَّ بعض جمهراتها تشهدُ ازديادًا ملحوظًا في مواقع استيطانها. من المعروف أنَّ أعداد الفيبي الشرقيَّة شهدت ارتفاعا مع ازدياد رُقعة الانتشار البشريّ في أمريكا الشماليَّة أبَّان الاستيطان الأوروبيّ، إذ أمَّنت لها المُنشآت الجديدة مواقع تعشيش كثيرة تمكنت من استغلالها بفضل طبيعتها المرنة ومقدرتها على التكيُّف السريع.

## معرض الصور

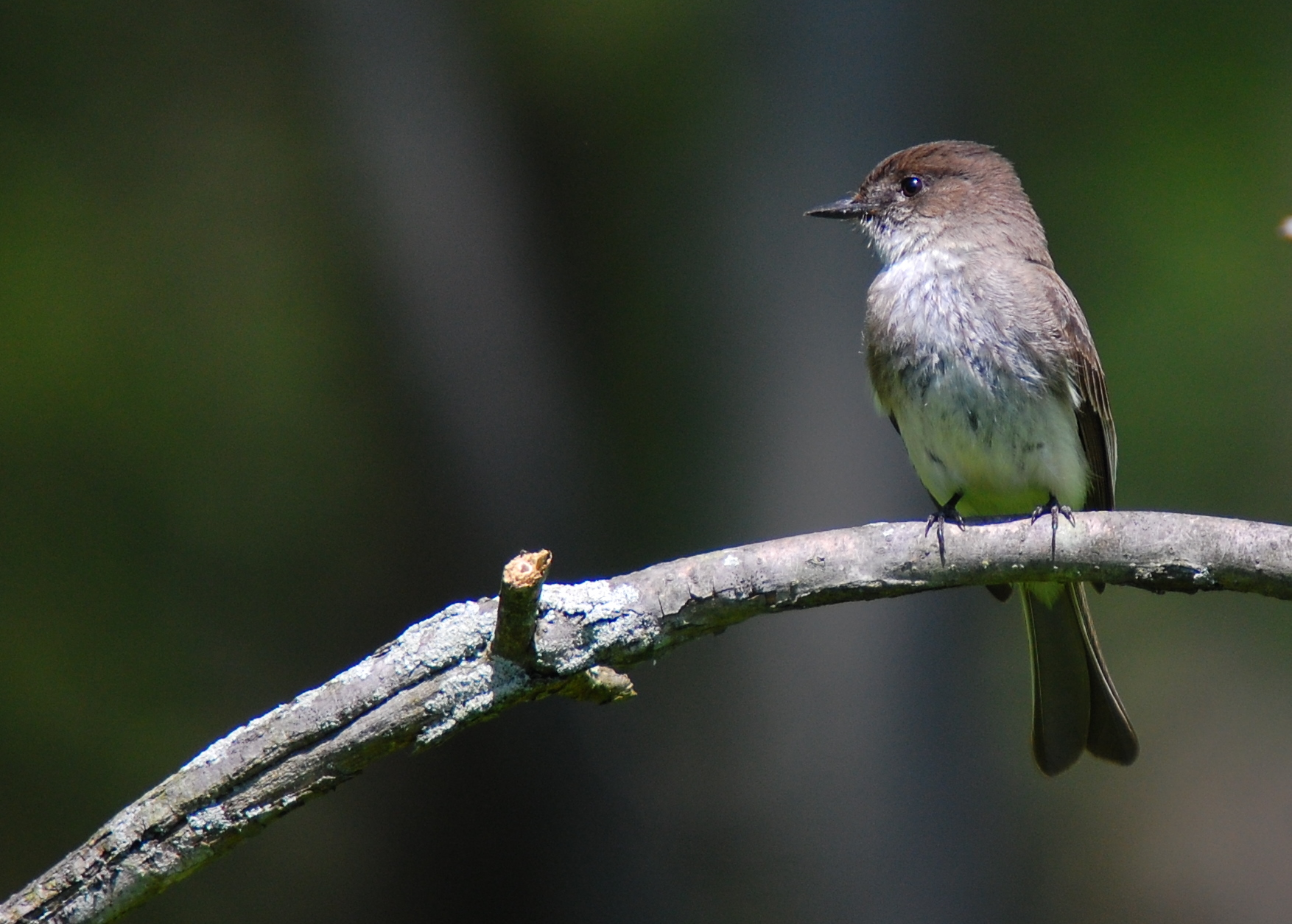
طائرٌ في مُنتزه وادي السلام في منطقة دوليستون بولاية پنسلڤانيا
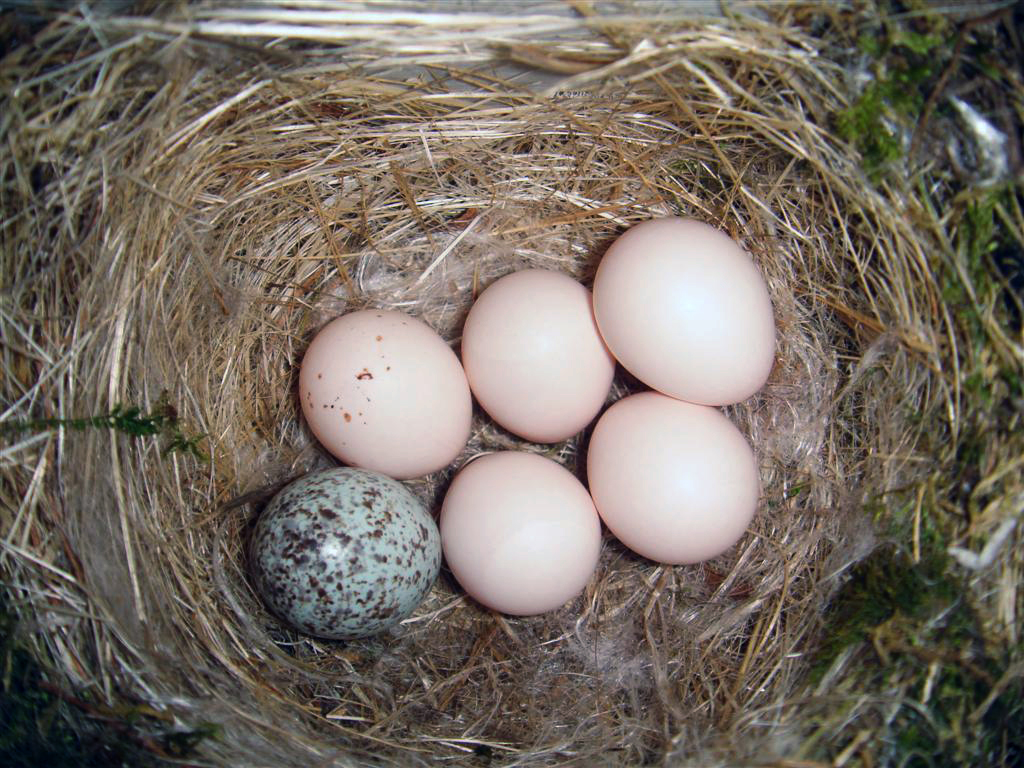
عُشٌّ تطفَّلت عليه شُحرُورة بقر بُنيَّة الرأس
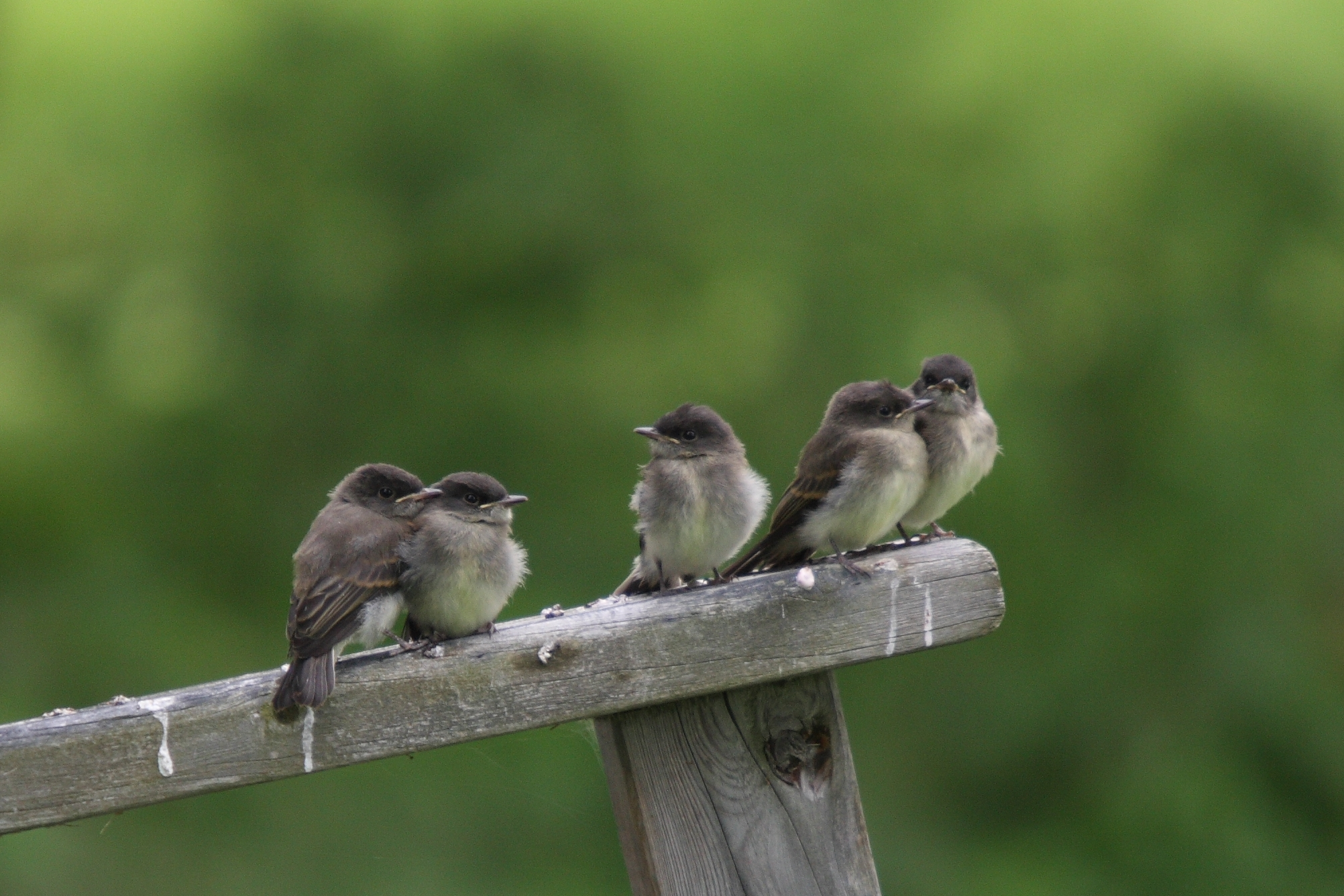
مجموعة من الفراخ حديثة التريُّش
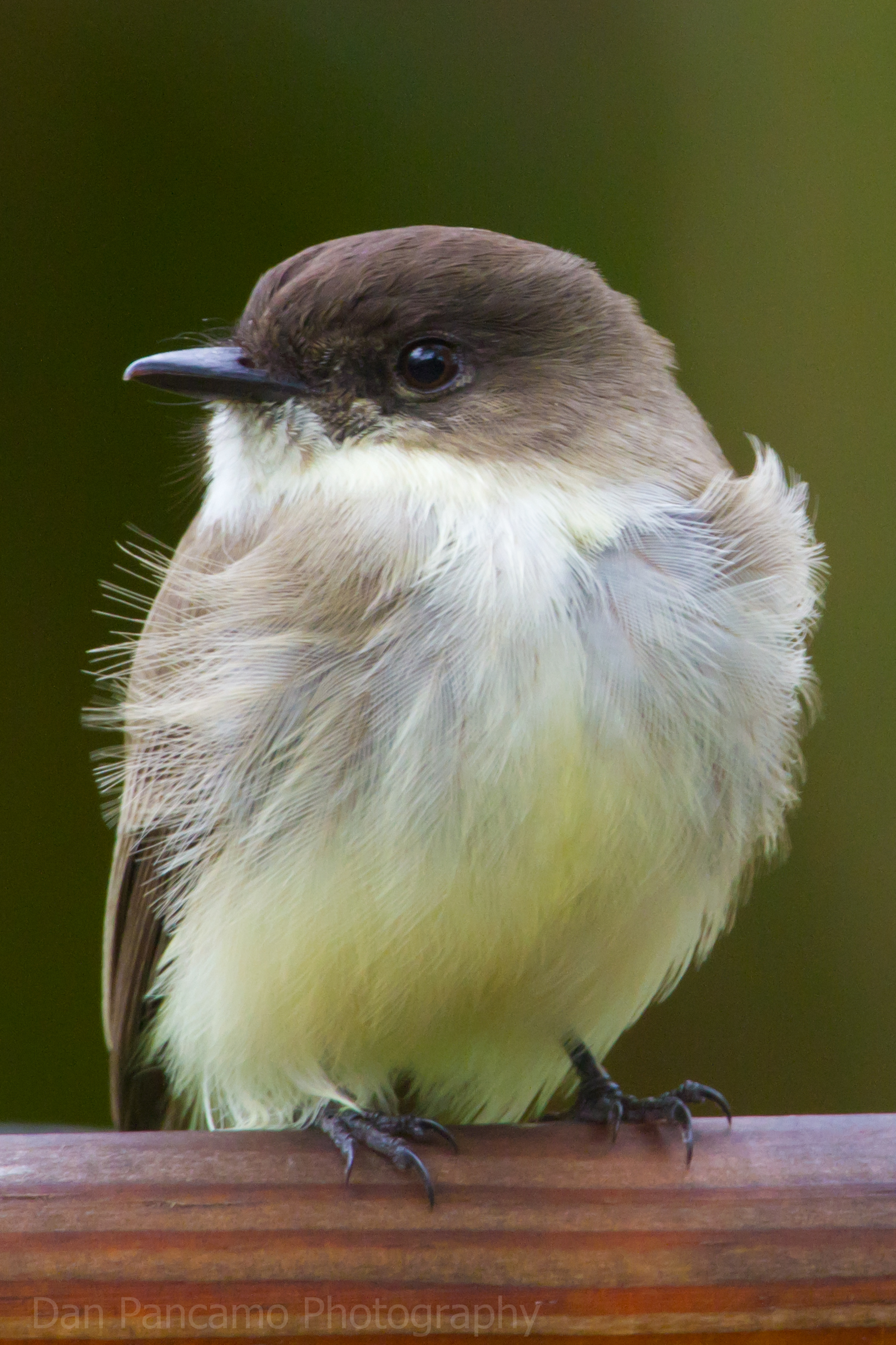
لقطة أماميَّة تُظهر صدر وحلق الطائر
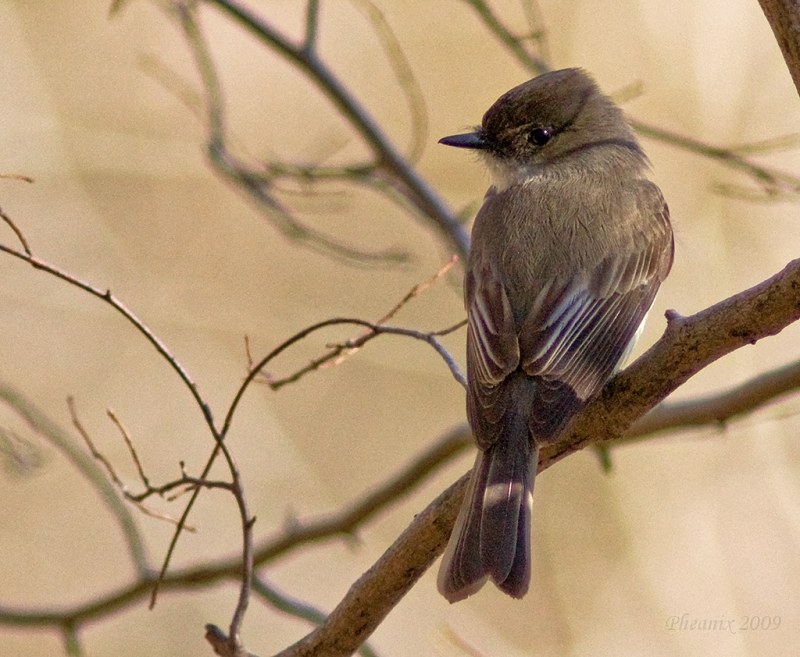
لقطة خلفيَّة